# Yasushi Inoue
Pour les articles homonymes, voir Inoue.
Œuvres principales
- Le Fusil de chasse
- Le Maître de thé

Yasushi Inoue (井上 靖, Inoue Yasushi), né le 6 mai 1907 à Asahikawa et mort le 29 janvier 1991 à Tokyo, est un écrivain japonais. Il a reçu de nombreux prix littéraires et plusieurs de ses œuvres ont été adaptées au cinéma.

## Biographie
Fils d'un chirurgien militaire souvent muté, Inoue est un temps élevé par la maîtresse de son arrière-grand-père, une ancienne geisha qu'il appelle grand-mère bien qu'elle soit étrangère à sa famille. 
Il écrit des poèmes dès 1929. Après des études de philosophie à Kyoto conclues par une thèse consacrée à Paul Valéry, il commence une carrière littéraire en publiant des poèmes et des nouvelles dans des magazines. Il mène ensuite, en parallèle, une carrière de journaliste que le service militaire interrompt en 1937-1938.
Il se fait connaître grâce à une nouvelle récompensée par le prestigieux Prix Akutagawa (芥川賞) en 1949 : Combats de taureaux (闘牛, Tōgyū). Il publie par la suite un grand nombre de romans et de nouvelles dont les thèmes, souvent historiques, sont minutieusement documentés comme La Tuile de Tenpyō (天平の甍) (1957) et Le Maître de thé (本覚坊遺文) (1981).
Élu en 1964 à l’Académie des Arts, il préside en outre l’Association littéraire japonaise de 1969 à 1972. Il reçoit l’Ordre national du mérite en 1976. Il est également élu vice-président du PEN Club International en 1984.
Inoue pratiquait le judo (ceinture noire).

## Œuvre

### Romans
- 流転, Ruten (1937)
- その人の名は云えない, Sono hito no na ha ienai (1950)
- くろい潮, Kuroi ushio (1950) (La Marée noire)
- 白い牙, Shiroi kiba (1951)
- 戦国無頼, Sengoku burai (1951)
- 青衣の人, Seii no hito (1952)
- 暗い平原, Kurai heigen (1952)
- あすなろ物語, Asunaro monogatari (1953) Publié en français sous le titre Asunaro, Arles, Éditions Picquier, 1994  (ISBN 2-87730-170-2)
- 昨日と明日の間, Kinō to asu no aida (1953)
- 風林火山, Fūrin kazan (1953) Publié en français sous le titre Le Sabre des Takeda, Arles, Éditions Picquier, 2006  (ISBN 2-87730-850-2)
- あした来る人, Ashita kuru hito (1954)
- 淀どの日記, Yodo-dono nikki (1955) Publié en français sous le titre Le Château de Yodo, Arles, Éditions Picquier, 1995  (ISBN 2-87730-226-1)
- 満ちてくる潮, Michite kuru shio (1955)
- 黒い蝶, Kuroi chō (1955)
- 射程, Shatei (1955)
- 氷壁, Hyōheki (1956) Publié en français sous le titre Paroi de glace, Paris, Éditions Stock, 1998  (ISBN 2-234-04771-4)
- 天平の甍),Tenpyō no iraka (1957) Publié en français sous le titre La Tuile de Tenpyō, Paris, Publications orientalistes de France, 1986  (ISBN 2-7169-0201-1)
- 海峡, Kaikyō (1957)
- 敦煌, Tonkō (1959) Publié en français sous le titre Les Chemins du désert, Paris, Éditions Stock, 1982  (ISBN 2-234-01577-4)
- ある落日, Aru rakujitsu (1959)
- 蒼き狼, Aoki ōkami (1959)  Publié en français sous le titre Le Loup bleu (Le Roman de Gengis-Khan), Arles, Éditions Picquier, 1990  (ISBN 2-87730-038-2)
- 渦, Uzu (1959)
- しろばんば, Shirobanba (1960) Publié en français en deux tomes. Premier tome : Shirobamba, Paris, Éditions Denoël, 1991  (ISBN 2-207-23884-9) ; réédition, Paris, Éditions Gallimard, coll. « Folio » no 2511, 1993  (ISBN 2-07-038801-8). Deuxième tome : Kôsaku, Paris, Gallimard, coll. « Folio » no 5268, 2011  (ISBN 978-2-07-044256-0)
- 崖, Gake (1961)
- 憂愁平野, Yushū heiya (1961)
- 城砦, Jōsai (1962)
- 楊貴妃伝, Yokihi den (1963) Publié en français sous le titre La Favorite (Le Roman de Yang Kouei-fei), Arles, Éditions Picquier, 1991  (ISBN 2-87730-078-1)
- 風濤, Fūtō (1963) Publié en français sous le titre Vent et Vagues (Le Roman de Kubilai-Khan) Arles, Éditions Picquier, 1998,  (ISBN 2-87730-144-3)
- 夏草冬濤, Natsukusa fuyunami (1964)
- 後白河院, Goshirakawa-in (1964)
- おろしや国酔夢譚, Orosha-koku suimutan (1966) Publié en français sous le titre Rêves de Russie, Paris, Phébus, 2005  (ISBN 2-85940-984-X) ; réédition, Paris, Points no 2864, 2012  (ISBN 978-2-7578-2747-5)
- 化石, Kaseki (1965)
- わだつみ, Wadatsumi (1966)
- 夜の声, Yoru no koe (1967) Publié en français sous le titre Une voix dans la nuit, Paris, Publications orientalistes de France, 1985  (ISBN 2-7169-0204-6) ; réédition, Paris, Le Serpent à plumes, coll. « Motifs » no 128, 2001  (ISBN 2-84261-267-1)
- 西域物語, Saiiki monogatari (1968) (Voyage au-delà de Samarcande)
- 額田女王, Nukata joō (1968)
- 北の海, Kita no umi (1968)
- 欅の木, Keyaki no ki (1970) Publié en français sous le titre Les Dimanches de monsieur Ushioda, Paris, Éditions Stock, 2000  (ISBN 2-234-05195-9)
- 四角な船, Shikaku na fune (1970)
- 星と祭, Hoshi to matsuri (1971)
- 幼き日のこと, Osanaki hi no koto (1972)
- 流沙, Ryūsa (1977)
- 本覚坊遺文, Honkaku bō ibun (1981) Publié en français sous le titre Le Maître de thé, Paris, Stock, 1995  (ISBN 2-234-04430-8)
- 孔子, Kōshi (1989) Publié en français sous le titre Confucius, Paris, Stock, 1993  (ISBN 2-234-02517-6) ; réédition, Paris, LGF, coll. « Le Livre de poche. Biblio » no 3337, 2000  (ISBN 2-253-93337-6)

### Recueils de nouvelles
- 猟銃, Ryōjū (1949) Publié en français sous le titre Le Fusil de chasse, Paris, Éditions Stock, 1963 ; réédition, Paris, LGF, coll. « Le Livre de poche. Biblio » no 3171, 1992  (ISBN 2-253-05901-3)
- 通夜の客, Tsuya no kyaku (1949) (L'Invité à la veillée funèbre)
- 比良のシャクナゲ, Hira no shakunage (1950) Publié en français sous le titre Au bord du lac, Paris, Éditions Stock, 2002  (ISBN 2-234-05472-9)
- 闘牛, Tōgyū (1950)  Publié en français sous le titre Combat de taureaux, Paris, Éditions Stock, 1986  (ISBN 2-234-02132-4)
- 死と恋と波と, Kekkon kinenbi (1950-1951) Publié en français sous le titre La Mort, l'Amour et les Vagues, Arles, Éditions Picquier, 1999  (ISBN 2-87730-414-0)
- 雷雨, Raiū (1950-1952) Publié en français sous le titre Pluie d'orage, Paris, Éditions Stock, 2001  (ISBN 2-234-05339-0)
- ある偽作家の生涯, Aru gissaka no shogai (1951) Publié en français sous le titre Le Faussaire, Paris, Édition Stock, 1987,  (ISBN 2-234-02024-7) ; réédition, Paris, LGF, coll. « Le Livre de poche. Biblio » no 3184, 1992  (ISBN 2-253-06198-0)
- 斜面, Shamen (1951) Publié en français sous le titre La Chasse dans les collines, Paris, Éditions Stock, 1999  (ISBN 2234050960)
- 異域の人, Iiki no hito (1954) (L'Homme des terres étrangères)
- 真田軍記, Sanada gunki (1957) Publié en français sous le titre La Geste des Sanada, Paris, Publications orientalistes de France, 1984  (ISBN 2-7169-0198-8) ; réédition, Paris, Presses pocket no 3693, 1991  (ISBN 2-266-04168-1) ; réédition, Paris, Points no 2775, 2012  (ISBN 978-2-7578-2706-2)
- 楼蘭, Rōran (1959) Publié en français sous le titre Lou-lan, Arles, Éditions Picquier, 1992  (ISBN 2-87730-114-1)
- あかね雲, Akane gumo (1973) Publié en français sous le titre Nuages garance, Arles, Éditions Picquier, 1997  (ISBN 2-87730-306-3)
- わが母の記, Waga haha no ki (1975) Publié en français sous le titre Histoire de ma mère, Paris, Stock, 1984  (ISBN 2-234-01705-X)

### Nouvelles publiées dans des anthologies et des revues françaises
- Notes sur ceux qui prirent la mer en quête de la Terre Pure (補陀落渡海記), 1961, dans Anthologie de nouvelles japonaises contemporaines, tome I
- Un printemps dans les provinces du Nord (北国の春), 1961, dans Anthologie de nouvelles japonaises, tome III
- Kobandai (小磐梯), 1961, dans le Cahiers du Japon, numéro spécial 1985 : La littérature dans le Japon d'après-guerre.
- La Rencontre arrangée, dans Le Serpent à Plumes n°19, printemps 1993.
- Rencontre avec le maître (extraits de portraits d'écrivains) (谷崎先生のこと), dans le Magazine littéraire no 216-217

### Autre publication
- Culture et Spiritualité : Lettres des quatre saisons, avec Daisaku Ikeda, Paris/Monaco, Éditions du Rocher, 1992  (ISBN 2-268-01244-1)

## Adaptations

### Au cinéma
Certaines de ses œuvres ont été adaptées au cinéma. Furin kazan (風林火山, en 1953) est un film réalisé par Hiroshi Inagaki en 1969 d'après le roman éponyme connu en français sous le titre Le Sabre des Takeda. Asunarō (あすなろ物語) est adapté en 1955 par Akira Kurosawa et filmé par Hiromichi Horikawa sous le titre Asunarō monogatari. Honkakubō ibun (Le Maître de thé, 1981) inspire Kei Kumai pour son film La Mort d'un maître de thé (千利休 本覚坊遺文) en 1989 qui obtient un Lion d'argent au Festival du film de Venise.

### Au théâtre et à l'opéra
- Michèle Reverdy, Le Fusil de chasse, opéra de chambre, 1998, création le 10 mars 2000[1],[2]
- Le Fusil de chasse (猟銃, Ryōjū?) a été adapté au théâtre par l'écrivain  Serge Lamothe et présenté à Montréal, Québec en 2010 et à Tokyo, Japon en 2011 et 2016 dans une mise en scène de François Girard.
- En France, Le Fusil de chasse a fait l'objet d'une lecture par Laure Calamy en 2018[3]

### Sources et liens externes
- Notices d'autorité :   - VIAF
  - ISNI
  - BnF (données)
  - IdRef
  - LCCN
  - GND
  - Italie
  - Japon
  - CiNii
  - Espagne
  - Belgique
  - Pays-Bas
  - Pologne
  - Israël
  - NUKAT
  - Catalogne
  - Suède
  - Australie
  - WorldCat
- Notices dans des dictionnaires ou encyclopédies généralistes :   - Britannica
  - Brockhaus
  - Deutsche Biographie
  - Gran Enciclopèdia Catalana
  - Internetowa encyklopedia PWN
  - Munzinger
  - Proleksis enciklopedija
  - Store norske leksikon
  - Treccani
  - Universalis
- Ressource relative à la littérature :   - Kritisches Lexikon zur fremdsprachigen Gegenwartsliteratur

- Inoue Yasushi : bio-bibliographie (Archive.org du site disparu en 2013) sur Shunkin.net
- Site de calounet
- Inoue Yasushi : livres et filmographie